# Boletus aereus
Boletus aereus é um fungo que pertence ao gênero de cogumelos Boletus na ordem Boletales.